# Sébastien Loeb
Sébastien Loeb (rođen 26. veljače, 1974.) je francuski reli-vozač i svjetski prvak u reliju. Svjetsko prvenstvo u reliju osvojio je zajedno sa svojim suvozačem, Daniel Elenom devet puta za redom, sezone 2004., 2005., 2006., 2007., 2008., 2009., 2010., 2011. i 2012. godine.
Rođen je u Haguenau, Elzas, a odrastao je u mjestu Oberhoffen-sur-Moder. U mladosti bavio se je s dosta uspjeha gimnastikom. Od 1995.g., kada je ima 21 godinu, počeo se baviti automobilizmom. Prvi nastup na utrci Svjetskog prvenstva u reliju imao je u sezoni 2002. za momčad Citroën Total World Rally Team. Te sezone ubilježio je prvu pobjedu u Svjetskom prvenstvu (Reli Njemačka). Od svog prvoga nastupa na Svjetskom prvenstvu u reliju sve danas (2012.), sve pobjede i naslove osvoji je vozeći Citroën modele. 

## Galerija
- Loeb i elena 2001.

## Vanjske poveznice
- Službena stranica - sebastienloeb.com